# 티아구 아폴로니아
티아구 안드레 바라타 페이우 페이쇼투 아폴로니아(포르투갈어: Tiago André Barata Feio Peixoto Apolónia, 1986년 7월 28일~)는 포르투갈의 탁구 선수로 현재 독일 리그에서 활동하고 있다. 포르투갈 국가대표로 올림픽에 4번(2008, 2012, 2016, 2020) 참가하였으며, 유러피언 게임에서 금메달 1개, 동메달 1개, 유럽 선수권 대회에서 금메달 1개, 은메달 1개, 동메달 5개를 획득하였다.